# Saint-Nicolas-des-Bois, Orne
Saint-Nicolas-des-Bois är en kommun i departementet Orne i regionen Normandie i nordvästra Frankrike. Kommunen ligger i kantonen Alençon 1er Canton som tillhör arrondissementet Alençon. År 2022 hade Saint-Nicolas-des-Bois 284 invånare.

## Befolkningsutveckling
Antalet invånare i kommunen Saint-Nicolas-des-Bois
| Referens: INSEE |